# Fageda de Castellet
La Fageda de Castellet, o Bosc de Castellet, és un bosc de faigs del terme municipal de Tremp, al Pallars Jussà, dins de l'antic terme d'Espluga de Serra.
Està situat al sud del poble del Castellet, en el vessant nord-oest de la Serra de Castellet, a ponent de la Roca Lleuda, a l'esquerra de la capçalera del barranc de la Faiada.